# Георгий (Щербацкий)
Георгий Щербацкий (около 1725 года, Переяславль, Киевская губерния, Российская империя — ум. 18 августа 1754, Москва, Российская империя) — иеромонах, префект Московской славяно-греко-латинской академии; племянник Киевского митрополита Тимофея Щербацкого.
Учился в Киевской духовной академии. По окончании курса в Киевской академии в 1747 году преподавал в ней греческий язык, в 1748—49 годах — поэтику, в 1750—51 годах — риторику. В 1751—52 годах преподавал философию и греческий язык, исполняя в то же время «великую инструкцию (то есть праздничное толкование катехизиса) и конгрегационное патерство». В 1752 году назначен префектом Киевской академии. 4 августа 1753 года он был переведен на должность префекта в Московскую академию, с поручением ему преподавания богословия. Георгий Щербацкий умер 18 августа 1754 года (29-летним), погребён в Сретенской церкви Донского монастыря. Он редактировал сочинённую Варлаамом Лящевским «Греческую Грамматику», изданную потом в Лейпциге Н. Н. Бантышем-Каменским в 1779 году. После него остались рукописные «Institutiones ad faciliorem veterum ас recentiorum philosophorum lectionem comparatae».